# Кондариотиса
Кондариотиса (грч. Κονταριώτισσα) је насељено место у општини Дион-Олимп у периферији Средишња Македонија, Грчка. Према попису из 2021. године било је 1.489 становника.
Насеље је 1913. године имало 388 житеља Грка. После 1923. године насељена је 101 грчка избегличка породица, укупно 399 особа. На попису из 1928. године Кондариотиса је имала  888 становника.